# 高遠石工
高遠石工（たかとおいしく）は、信濃国高遠（現長野県伊那市高遠町）の石工集団である。

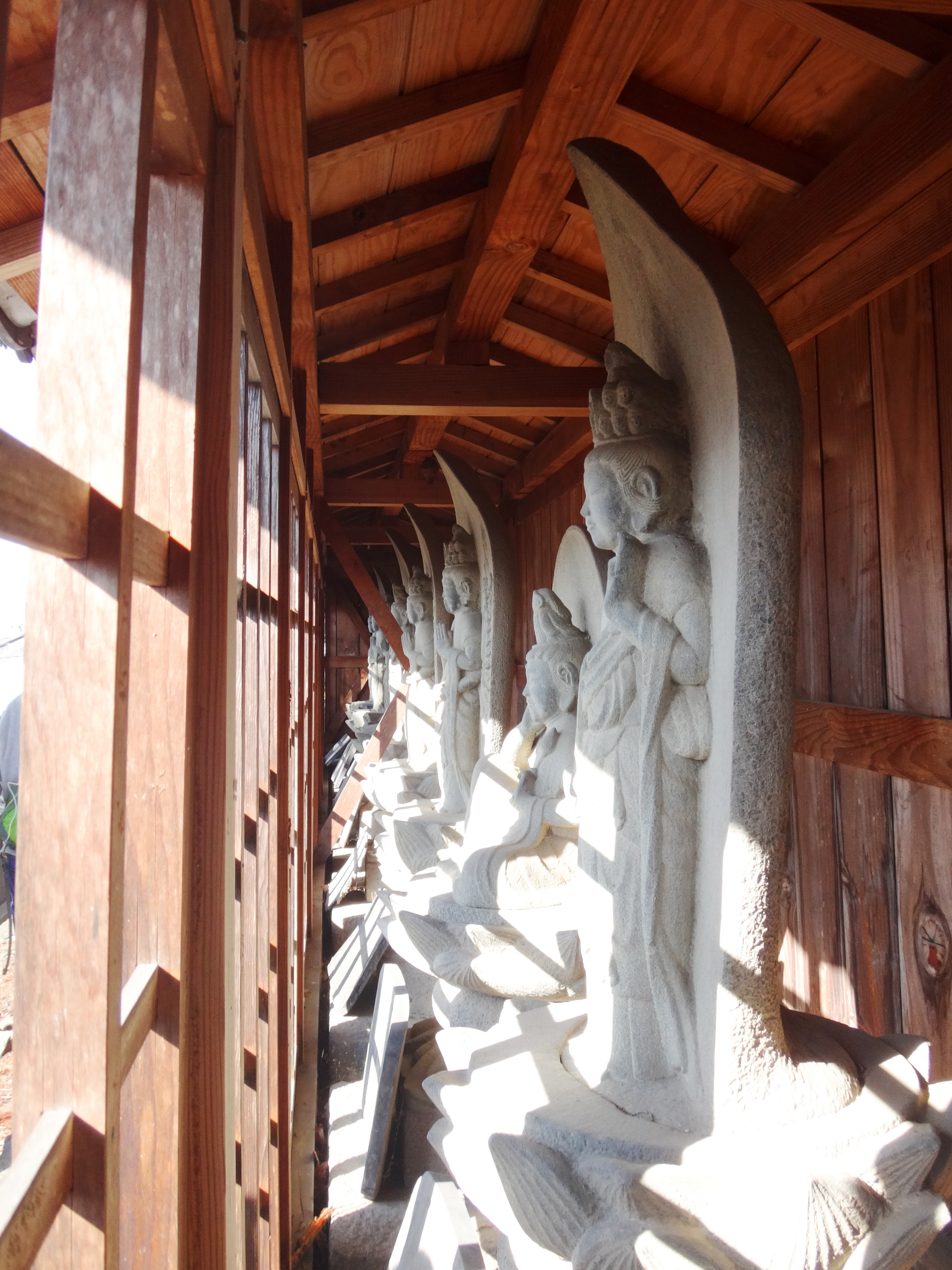
建福寺の石仏群 市指定有形文化財 守屋貞治 天保年間

## 概要
高遠石工は、文治3年（1187年）に源頼朝から代々石細工職人として日本国内で仕事が出来るとの許可をもらったものとの由緒書が伝わっているが、発祥は中世頃と推定されている。由緒に基づき、全国を行脚しており、現在の青森県から山口県まで旅稼ぎをしていた。
天正末期、徳川家康の命で江戸城工事に従事し、八王子付近に定住していたことが『新編武蔵風土記稿』に記載されている。鳥居氏の所領だった（1636年〜1689年）の間の高遠地方旧記の引き継ぎ目録に記録が残っている。元禄4年（1691年）に内藤清枚が藩主となると、藩の財政難解消策の一環として出稼ぎが奨励されるようになった。明和4年（1767年）には「他国稼ぎ御改め帳」が発行されるなど、石工が全国を回っていたが、それは「旅稼ぎ」といわれ、藩には運上金を1人年1貫文（千文）を収め決まりとなっておりお高遠藩にとっては重要な収入源だった。
文化8年（1811年）の記録では領内の主要な産業として保護、統制を受けており、職人団体の中で運上金上納額最高が石切職人だった。
その存在が日本全国に知られるようになったのは江戸時代、17世紀半ば頃のことであったとされる。彼らは日本の各地に散らばり、石仏を始めとする彫刻作品を残した。活動に取り組む姿勢は芸術家さながらであったとも、あくまでも職人であったとも言われる。高遠石工は18世紀が最盛期だったが、明治になり廃れた。
現在、高遠石工による作品は地元の伊那谷周辺に多く残され、安曇野に多い石像道祖神も、その多くは高遠石工の手によるものである。その他にも首都圏や東海・近畿、山口にまで散見されている。
伊那市高遠町の建福寺には西国三十三所観世音をはじめとして多くの作品を見ることができる。

## 主な石工
- 守屋 貞治（もりや さだじ、1765年 - 1832年）- 明和2年（1765年）に信州伊那郡高遠藤澤郷塩供（しおく、現在の長野県伊那市高遠町長藤〈おさふじ〉塩供）で孫兵衛の3男として生まれる。高遠石工の中でも稀代の名工と言われ、68年の生涯に336体の石仏を残している。亡くなる前年の天保2年（1831年）に「石仏菩薩細工」を書き残しており、いつどこで何の石仏を刻んだのかが、その正確な記録から判明している。この記録によって、彼の作品は1都9県（長野、群馬、東京、神奈川、山梨、岐阜、愛知、三重、兵庫、山口）に残っていることが確認されているが、数多くの石工を輩出した高遠石工にあって西日本にまで作品を残しているのは貞治だけである。貞治は信州諏訪の温泉寺の名僧、願王和尚を師と仰ぎ深く仏門に帰依し、香を焚き経を唱えて石仏を刻んだと伝えられ、ゆえに貞治は単に石工ではなく「石仏師」と呼ばれ、貞治の刻んだ石仏は特に「貞治仏」と呼ばれている。
- 守屋 孫兵衛（まごべえ、生年不明 - 1782年） - 貞治の父
- 守屋 貞七（さだしち、1700年頃 - 没年不明） - 貞治の祖父[1]。
- 向山 重左衛門 （むかいやま じゅうざえもん、1690年頃 - 1773年） - 寛延から明和年間の作品が残る高遠藤澤郷御堂垣外（みどがいと）の石工[12]。
- 久左衛門（きゅうざえもん、生没年不詳） - 向山重左衛門の弟弟子[12] 。
- 下平 文左右門（しもだいら ぶんざえもん、生没年不詳） - 明和から安永 (元号)年間を中心に活動した安永東春近の石工。なお、息子の太左右門（たざえもん）も石工である[13] 。
- 渋谷 藤兵衛（しぶや とうべえ、1784年 - 1853年） - 守屋貞治の高弟。信州伊那郡川下り郷川手（現在の長野県伊那市美篶下川手）に生まれる。伊那市高遠町建福寺の石段には師貞治の延命地蔵が石段左に、藤兵衛の柳楊観音（嘉永2年、1849年）が石段右に対になって立っている。上伊那郡箕輪町長岡の長松寺に残る貞治の延命地蔵尊は、まず藤兵衛が先に長岡に来て村の世話人と打ち合わせと石の詮議をし、村人足とともに石を切り出して下準備をした後に貞治の作業が始まっている。これは同寺の「地蔵建立諸入用控帳」に残されており、それには「石屋定治郎 手代藤兵衛」と記されている。
- 小笠原 政平（おがさわら まさへい、1796年 - 1861年） - 信州伊那郡殿島（現在の伊那市東春近下殿島）に生まれる。東春近を中心に作品が残るが「俺の石仏は銘がなくとも頬骨のふくらみを見ればそれとわかる」と言っていたとの言い伝えがある。

## ギャラリー

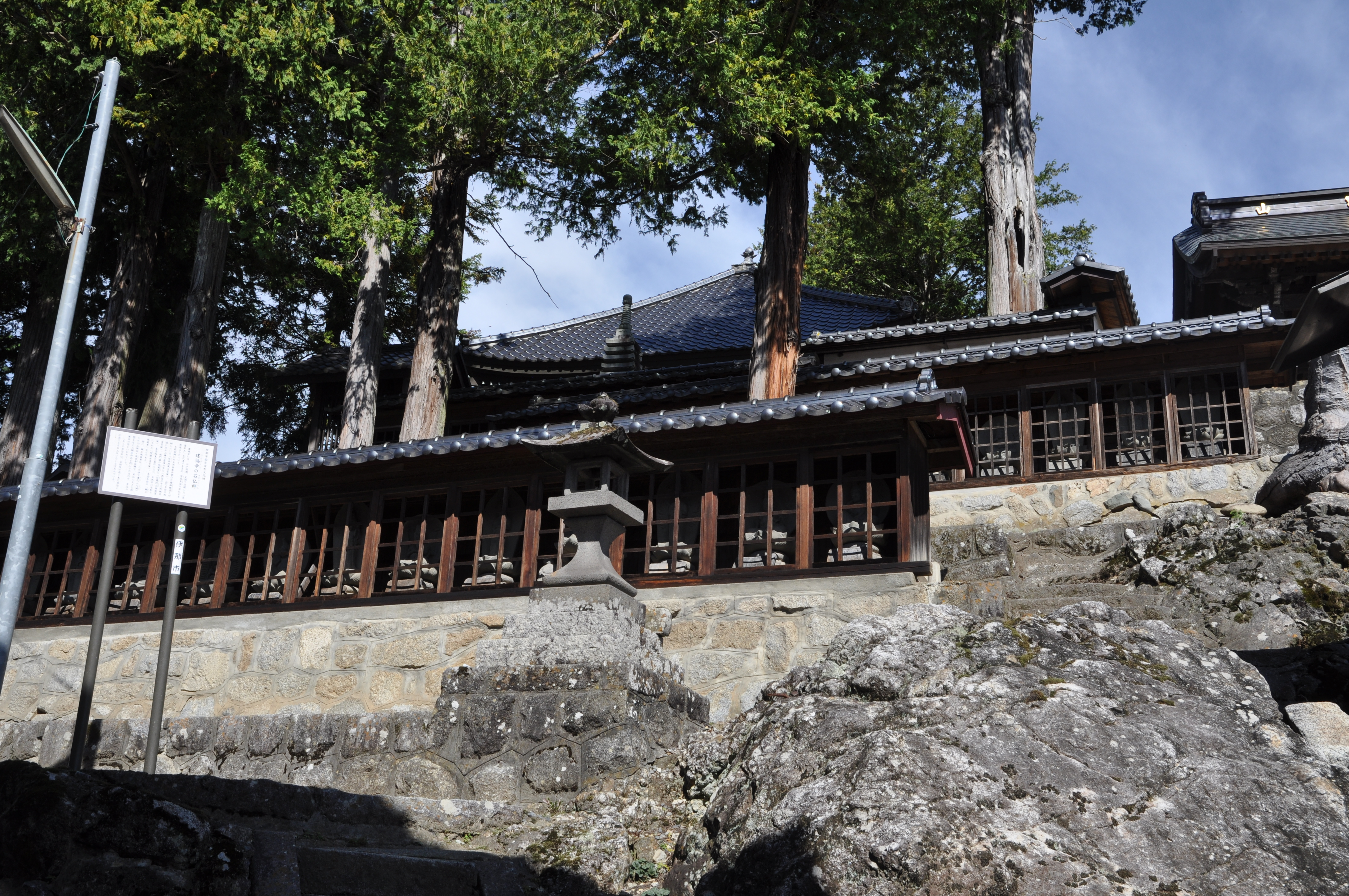
建福寺三十三観音全景
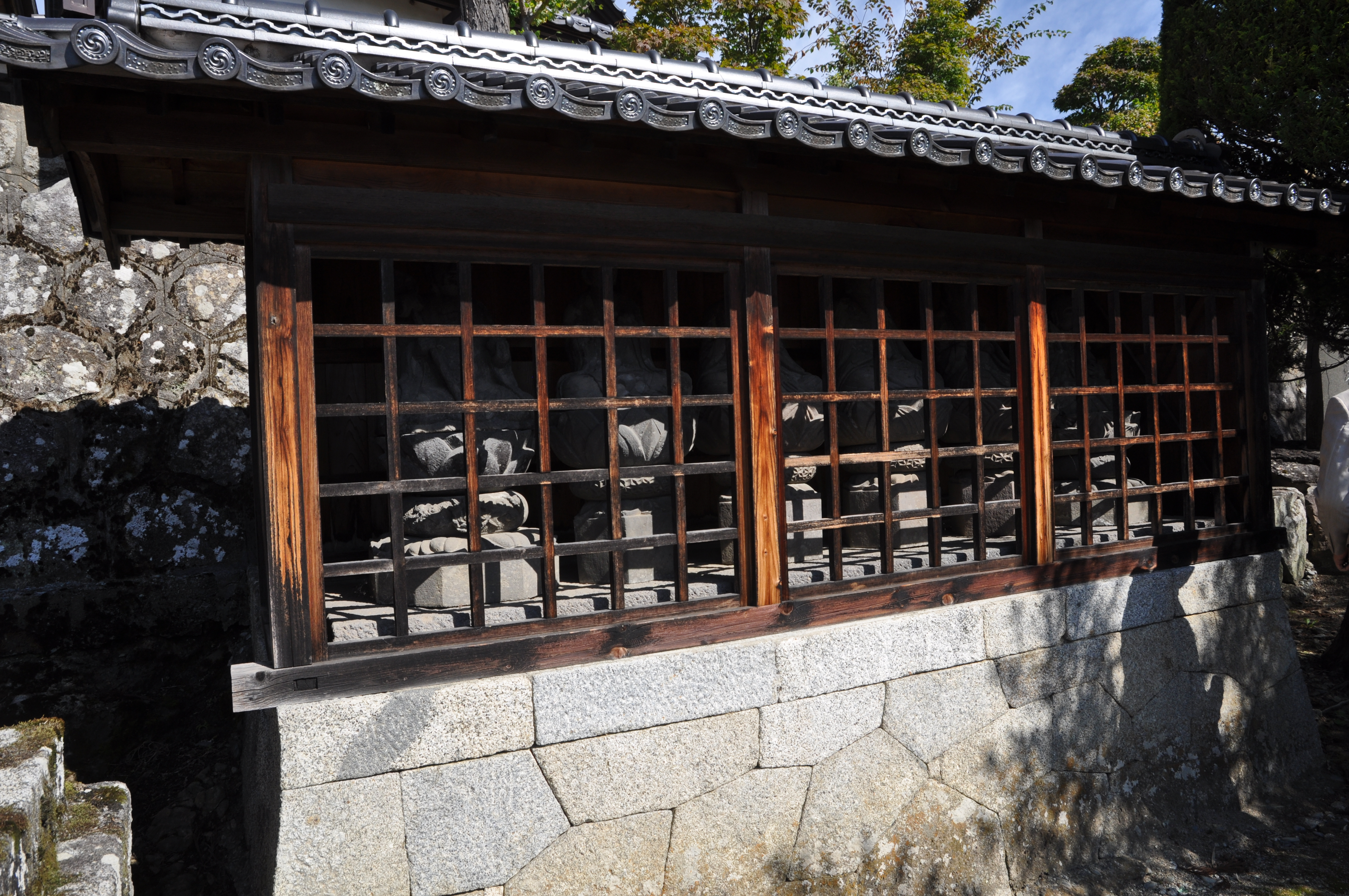
建福寺三十三観音全景
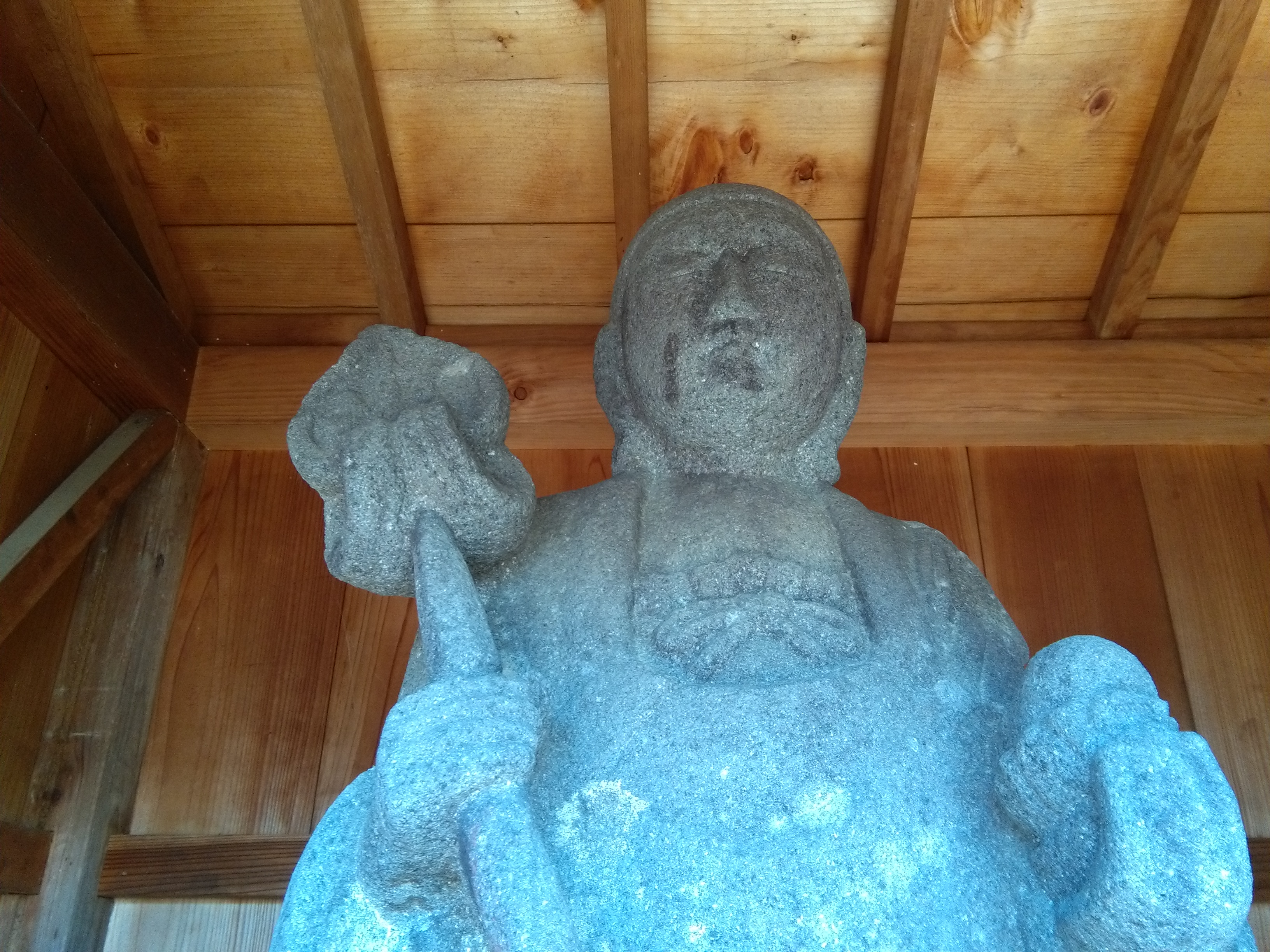
建福寺　守屋貞治　初期の六地蔵像
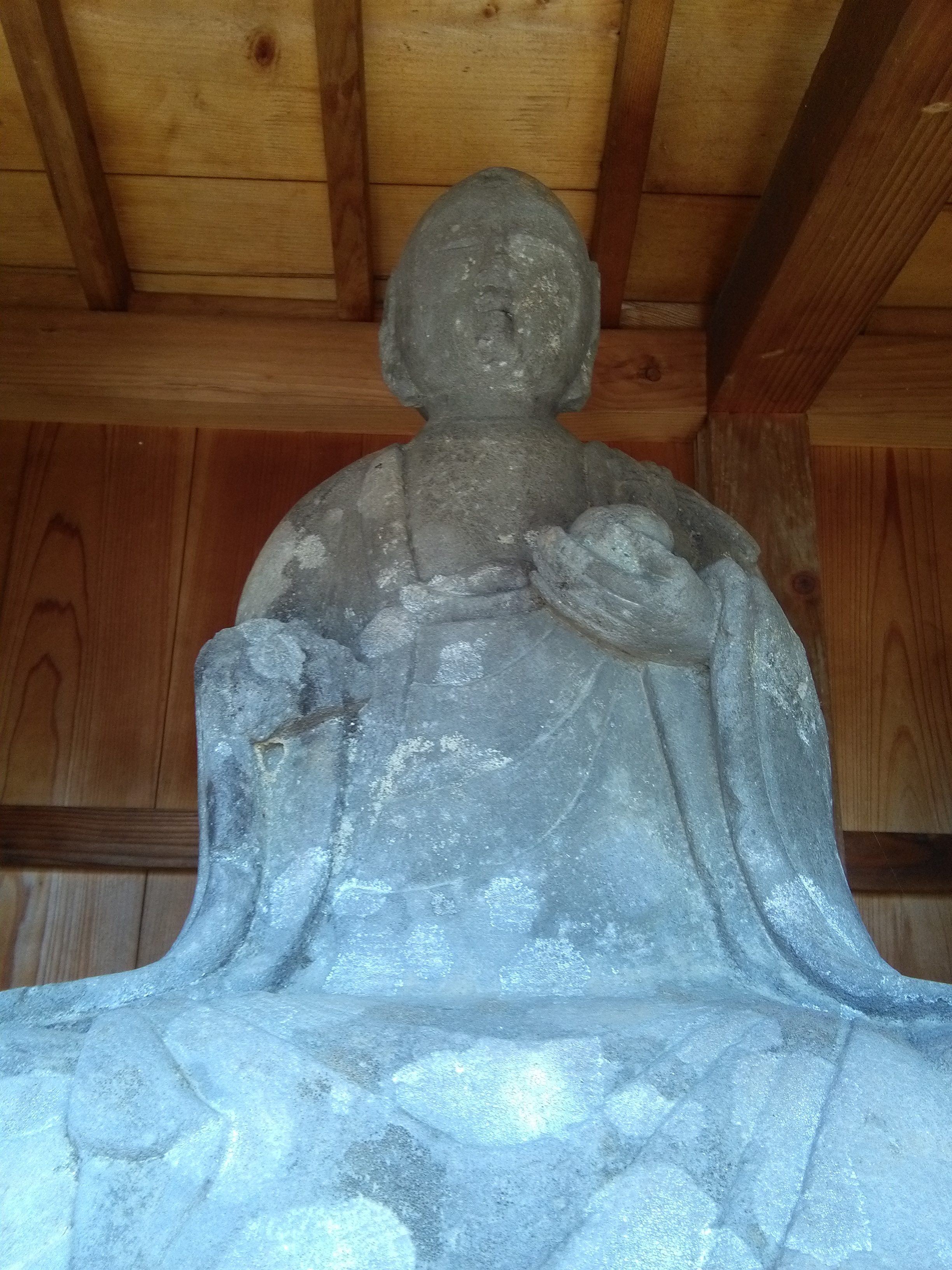
建福寺　守屋貞治　初期の六地蔵像
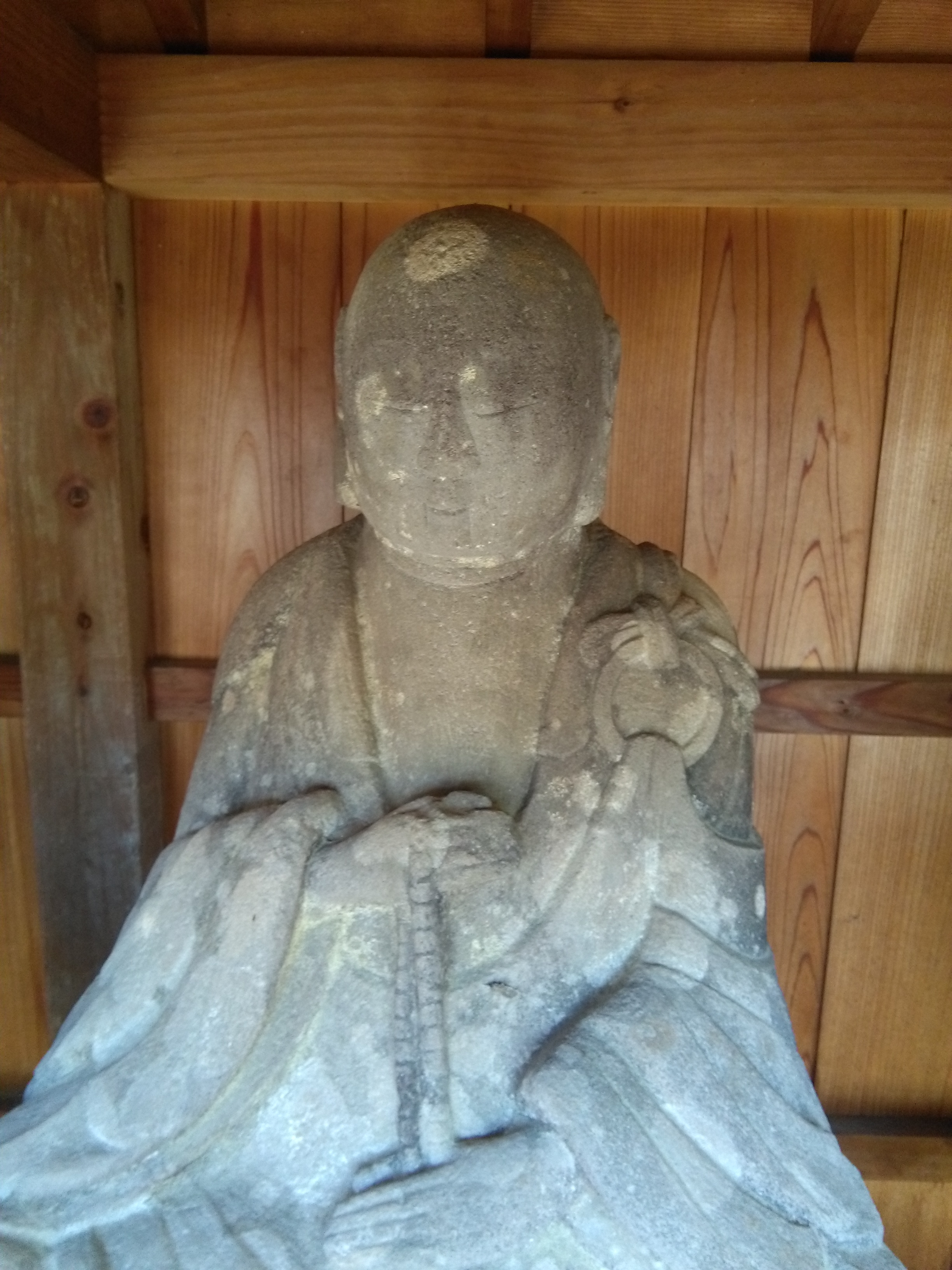
建福寺　守屋貞治　初期の六地蔵像
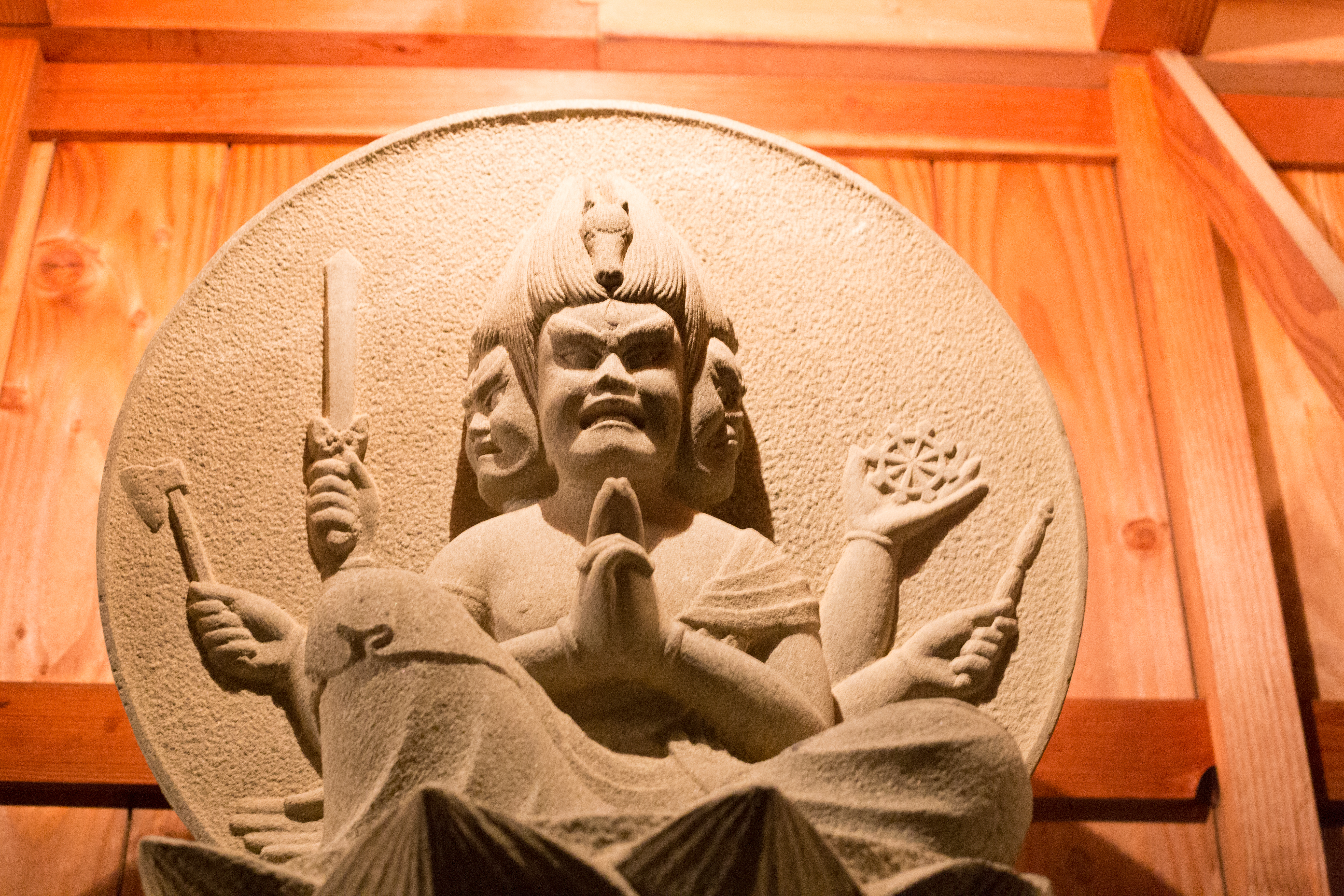
長野県伊那市高遠町の建福寺にある西国観音内の馬頭観音